# 伊達村倫 (登米伊達家)
伊達 村倫（だて むらとも）は、江戸時代中期の陸奥国仙台藩一門第五席・登米伊達家7代当主。

## 生涯
正徳5年（1715年）、元中津山藩主・伊達村和の子として誕生した。幼名は中村羊之助。
享保9年（1724年）、登米伊達家6代当主・伊達村永の死去により、その家督を相続し登米邑主となる。享保10年（1725年）1月、仙台藩5代藩主・伊達吉村の加冠で元服し、偏諱を受け村倫と名乗る。
日置流射術を氏家豊寿に、柳生新陰流刀術を丹野了幻に、高麗流八条家馬術を佐伯次芳に、正伝流兵術を家臣羽田景道に、それぞれ学んだ。
享保20年（1735年）10月、藩主嗣子・宗村と8代将軍・徳川吉宗の養女利根姫の婚礼の際の使者を務める。
寛保2年（1742年）7月25日死去。享年28。家督は養子の村勝が継いだ。